# Христодулос Хадзипетрос
Христодулос Хадзипетрос (на гръцки: Χριστόδουλος Χατζηπέτρος) е гръцки революционер, участник в Гръцката война за независимост. Генерал-майор от армията на Гърция.

## Биография
Баща му Георгиос Хадзипетрос е доста състоятелен човек и изпраща сина си да се образова в македонската паланка Сяр. Младият Христодулос обаче няма наклонност към учението, и е буен младеж, поради и което заминава за Виена по време на Наполеоновите войни. Според легендарни сведения, във Виена младежът с гигантски ръст се изправил пред дребничкия Наполеон Бонапарт, опитайки се да привлече френския император към каузата на т.нар. гръцки проект. По това време на остров Корфу се формира под френска егида т. нар. албански полк и много земляци на Хадзипетрос се записват в полка като доброволци.
През 1813 г. Хадзипетрос се завръща от Виена в родния си край, а през 1819 г. е посветен във Филики Етерия.

## Участие в гръцката война за независимост
С началото на Гръцката война за независимост, Хадзипетрос сформира своя чета с която вдигна въстание по поречието на Аспропотаму в Западна Гърция. На 30 юли 1821 г. отрядът му търпи поражение в битка при Мавро Пулия. На 13 септември 1825 г. Хадзипетрос с 300 арматоли пробива обсадата на Месолонги и се включва в отбраната на града. 
През септември 1826 г. начело на 600 арматоли се присъединява към армията на Георгиос Караискакис в освобождението на Континентална Гърция от османците (непосредствено след ликвидирането на еничарския корпус). По това време Хадзипетрос става герой в битка при Арахова през 18-24 ноември 1826 г., която е с голямо военно значение за запазване гръцкия контрол върху Атика.  Участва в битката при Фалерон и е един от тримата на смъртния одър край Караискакис. 
Йоан Каподистрия го издига във военен ранг на хилядник, т.е. полковник , и като такъв участва в битката при Петра, с която на практика приключва гръцката война за независимост.  Според сведения на Николаос Касомулис, след битката Хадзипетрос се обръща към Каподистрия със следното предложение: 
| „ | Дайте ни нашите хиляди бойци и добро въоръжение и ние ще стигнем до Константинопол. | “ |

, на което Каподистрия отвръща: 
| „ | Къде си тръгнал куц петел такъв. Да отидем до Константинопол. Ако ние отидем до Константинопол, това ще е равнозначно да се върнем назад в изходна позиция. | “ |

## Политическа дейност
Хадзипетрос е един от активистите на т.нар. френска партия в кралство Гърция. Достига до длъжност адютант на крал Отон I Гръцки по времето на т.нар. баварократия.  Има любовна авантюра с Джейн Дигби. 
По време на Кримската война, 60-годишният тогава Хадзипетрос застава начело на военно формирование вдигнало въстание в Тесалия. Отрядът му разбива османците в битка при Кардица и превзема Стаги. Османските сили контраатакуват и изтласкват отряда под командването на Хадзипетрос зад линията Арта - Волос и въпреки това Хадзипетрос е посрещнат като герой в кралството. Хадзипетрос остава верен на своя крал до края на живота си и го следва при неговото изгнание в Бавария. 
Синът му Евтимиос Хадзипетрос е също като баща си гръцки военен.